# Fort William Henry
Le Fort William Henry, en français Fort Guillaume-Henri. était un fort britannique situé au sud du lac George dans la province de New York. Le fort fut construit par William Johnson en septembre 1755, pendant la guerre de Sept Ans, pour se protéger des assauts des Français de Fort Carillon et de Fort Saint-Frédéric. 

## La fondation en 1755

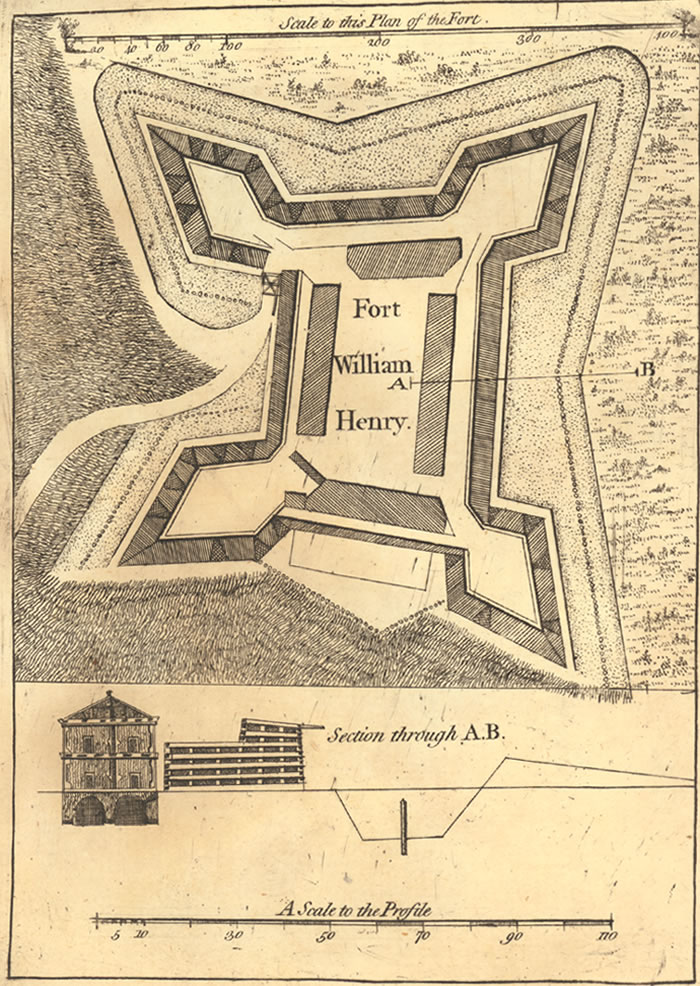
Plan du fort William Henry au sud du lac George.

Le fort faisait partie d'un ensemble de forts britanniques et français le long de l'Hudson et du lac Champlain de New York à Montréal. Ces forts formaient la frontière entre l'état de New York et la Nouvelle-France.  Il fut baptisé en l'honneur du Prince William Augustus, duc de Cumberland et fils du roi George II, et du Prince William Henry, 1er duc de Gloucester et Édimbourg, petit-fils de George II et jeune frère du futur roi George III.

## Le siège de 1757
Les forces militaires du Général Louis-Joseph de Montcalm arrivèrent le 3 août 1757 et établirent des camps au sud et au nord du fort. Après d'intenses bombardements et opérations de siège, ses troupes se rapprochèrent du fort. Le régiment britannique se rendit lorsqu'il fut évident que le général britannique Daniel Webb, commandant du Fort Edward, n'enverrait plus de renforts.
Les forces françaises étaient de 8 000 hommes, comprenant 3 000 soldats français, 3 000 miliciens canadiens et 2 000 Amérindiens. Après le siège, les Français et les Canadiens détruisirent le fort et se retirèrent à Fort Carillon.

## La reconstitution du fort auXXesiècle
Une réplique du Fort William Henry fut reconstruit dans les années 1950. Les touristes peuvent se rendre sur le site pour le voir.